# Karl Haushofer
Karl Haushofer (München, 1869. augusztus 27. – Pähl közelében, 1946. március 10.) német tábornok, földrajztudós, szociológus, a német geopolitikai iskola egyik megalkotója.

## Élete
Karl Haushofer müncheni művész- és tudóscsaládból származott. Gimnáziumi tanulmányai elvégzését követően még tudományos karrier lebegett a szeme előtt, ám a bajor hadseregben eltöltött katonai szolgálata olyan mély hatást gyakorolt rá, hogy inkább a hivatásos katonai pályafutást választotta: vezérkari és katonai akadémiai oktatóként tevékenykedett.
1908-ban, katonai kiküldetés keretében látogatott el először Japánba, majd kiterjedt utazásokat folytatott Ázsia szerte. Keleti utazásai és kapcsolatai hatására buddhistává lett, és tibeti lámáktól nyert beavatást.
1913-ban doktorált Münchenben, disszertációjának címe: Dai Nihon, Betrachtungen über Groß-Japans Wehrkraft, Weltstellung und Zukunft (Dai Nihon, Vizsgálódások Nagy-Japán katonai erejéről, világhelyzetéről és jövőjéről). 
Az első világháborúban tábornoki rangban szolgált a nyugati fronton.
1919-ben, 50 éves korában nyugállományba vonult, s ekkor kezdte meg ténylegesen tudományos tevékenységét.
1921-től a Müncheni Egyetemen kezdett tanítani, létrehozta a Geopolitikai Intézetet.
1925-ben jelent meg Geopolitik des Pazifischen Ozeans (A Csendes-óceán geopolitikája) című műve, s ekkoriban alapította meg ifjú földrajz- és társadalomtudósok egy csoportjával a Zeitschrift für Geopolitik (Geopolitikai folyóirat) elnevezésű lapot, megteremtve ezzel a német geopolitikai iskolát. 
A Thule Társaság tagjaiból alapította meg a Vril Társaságot. Tanítványán, Rudolf Hessen keresztül az általa kidolgozott élettér-elmélet jelentős hatással volt Hitler német terjeszkedési terveire. Haushofert Rudolf Hess mutatta be a szabadságvesztését töltő Hitlernek.

## Geopolitika
A haushoferi geopolitika a németek számára komplex világszemléletet nyújtott a háborús vereséget követően. Ez a szemlélet céltudatos gondolkozásmód és megélt hit volt egyben. Lényegét öt olyan fogalomban lehetne összefoglalni, melyek komoly hatást gyakoroltak a két világháború közötti német politikai gyakorlatra:
- élettér-elmélet,
- organikus állam,
- önellátó gazdaság,
- a pánrégiók elgondolása,
- szárazföldi és tengeri hatalmak megkülönböztetése.

Haushofer mindezek mellett komoly hangsúlyt helyezett a fegyelem és az engedelmesség erényeire, és úgy vélte, a hadseregnek kell Németország megingathatatlan hatalmi tényezőjének lennie.

## Művei
- Dai Nihon : Betrachtungen über Gross-Japans Wehrkraft, Weltstellung und Zukunft. E. S. Mittler und Sohn, Berlin, 1913
- Das Japanische Reich in seiner geographischen Entwicklung. L.W. Seidel & Sohn, Wien, 1921
- Geopolitik des Pazifischen Ozeans., 1925
- Bausteine zur Geopolitik. Kurt Vowinckel, Berlin, 1928
- Japans Reichserneuerung von der Meiji-Ära bis heute. Walter de Gruyter & Co., Berlin, 1930
- Der nationalsozialistische Gedanke in der Welt. G.D.W. Callway, 1933
- Weltpolitik von heute. Zeitgeschichte-Verlag Wilhelm Andermann, Berlin, 1934
- Napoleon I. Coleman, Lübeck, 1935
- Kitchener. Coleman, Lübeck, 1935
- Foch. Coleman, Lübeck, 1935
- Weltmeere und Weltmächte. Zeitgeschichte Verlag, Berlin, 1937
- Welt in Gärung. Zeitberichte deutsche Geopolitiker. Hgg. von Gustav Fochler-Hauke. Deutscher Verlag für Politik und Wirtschaft Berlin; Breitkopf & Härtel, Leipzig, 1937
- Deutsche Kulturpolitik im indopazifischen Raum. Hoffmann & Campe, Hamburg, 1939
- Grenzen in ihrer geographischen und politischen Bedeutung. Vowinckel, Heidelberg u.a., 1939
- Wehr-Geopolitik : Geogr. Grundlagen e. Wehrkunde. Junker & Dünnhaupt, Berlin, 1941
- Japan baut sein Reich. Zeitgeschichte-Verlag Wilhelm Andermann, Berlin, 1941
- Das Werden des deutschen Volkes. Von d. Vielfalt der Stämme zur Einheit der Nation. Propyläen-Verlag, Berlin, 1941
- Der Kontinentalblock. Mitteleuropa, Eurasien, Japan. Eher Verlag, Berlin, 1941
- Das Reich. Großdeutsches Werden im Abendland. Habel, Berlin, 1943
- Geopolitische Grundlagen. Industrieverlag Spaeth & Linde, Berlin, Wien, 1939

### Magyarul
- Pánázsia. Az eurázsiai szakadási zóna peremterületei, ütközőtérségei, támogató- és védőképződményei a Közép- és Távol-Keleten; ford. Németh Bálint; Disciplina, Pécs, 2017 ISBN 978-963-12-8692-2